# Diblemma
Diblemma is een monotypisch geslacht van spinnen uit de  familie van de Oonopidae (dwergcelspinnen).

## Soort
- Diblemma donisthorpei Pickard-Cambridge, 1908